# Jerusalem, du hochgebaute Stadt

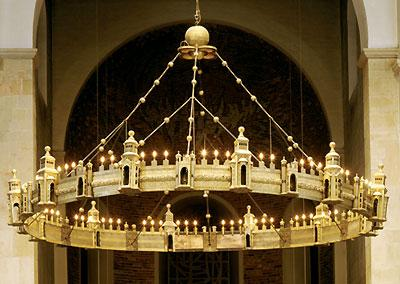
Das himmlische Jerusalem (Heziloleuchter, Hildesheim, 11. Jahrhundert)

Jerusalem, du hochgebaute Stadt ist ein lutherisches geistliches Lied vom himmlischen Jerusalem und vom Eingang der Seele in die Herrlichkeit der Vollendeten. Den Text schrieb Johann Matthäus Meyfart im Jahr 1626. Die Melodie stammt von Melchior Franck. Das ursprünglich achtstrophige Lied ist in einer siebenstrophigen Version im Evangelischen Gesangbuch (Nr. 150), in einer fünfstrophigen Version im katholischen Gotteslob (Nr. 553) enthalten.

## Text

### Entstehung
Johann Matthäus Meyfart, lutherischer Pfarrer und Theologieprofessor, war zur Zeit der Abfassung des Liedes Rektor des Casimirianum in Coburg. Die Stadt war noch nicht vom bereits acht Jahre andauernden Dreißigjährigen Krieg betroffen, die Sorge war jedoch groß. Meyfart, der später auch eine mutige Schrift gegen die Folter bei Hexenprozessen veröffentlichte, machte sich die Intensivierung des Glaubenslebens und die sittliche Hebung der Schüler und Studenten zum leidenschaftlichen Anliegen. Dem dienten besonders die akademischen Mittwochspredigten, bis 1625 auf Latein, seitdem auf Deutsch gehalten. Im Herbst 1626 hielt er eine vierteilige Predigtreihe über die „letzten Dinge“ Tod, Gericht, ewige Seligkeit und Verdammnis, die er unter dem Titel Tuba Novissima („Die letzte Posaune“, nach 1 Kor 15,52 ) im Druck erscheinen ließ. Den Schluss der dritten Predigt Von der Frewde und Herrligkeit / welche alle Außerwehlte in dem ewigen Leben zu gewarten haben bildet das Jerusalem-Lied. In der Druckfassung und wohl auch im mündlichen Vortrag waren den Strophen erläuternde Zwischenbemerkungen und ein Gebetsabschluss beigegeben. Die Druckfassung bietet außerdem Anmerkungen zu den Strophen 5, 6 und 7 für Textabweichungen „im Gesang“: statt „die Seele“ in dritter Person, wie in der Predigtfassung, soll es im Gemeindegesang jeweils „ich“, „mir“ usw. heißen.

### Form
Die kunstvolle barocke Strophenform ist keine Neubildung Meyfarts. Sie findet sich etwa schon bei dem zeitgenössischen Schäferlied Angelica, du schöne Schäferin. Die erste Strophenhälfte besteht alternierend aus zwei fünf- und zwei dreihebigen, männlichen, jambischen Zeilen mit dem Reimschema [abab], die zweite aus vier dreihebigen Zeilen mit abwechselnd weiblichem und männlichem Reim. Die erste und dritte Zeile sind jeweils in einen zwei- und einen dreihebigen Teil gegliedert – kein Textwort überschreitet diese Grenze – und fügen sich damit durchgehend der von dem einleitenden Ruf „Jerusalem!“ inspirierten Melodiewendung.

### Inhalt
Die Bilderwelt des Liedes ist aus dem biblischen Bildvorrat geschöpft, vor allem aus der Johannesoffenbarung (Offb 21 ), aber auch aus dem Lukasevangelium (Lk 23,46 ) und aus dem Alten Testament (2 Kön 2,11 ). Meyfart gestaltet daraus eine groß angelegte Vision von der Himmelfahrt der Seele und der Herrlichkeit der jenseitigen Gottesstadt, die von religiöser Sehnsucht und Begeisterung getragen ist. Das Lied gilt als die beste Dichtung Meyfarts.

### Geschichte
Das Jerusalem-Lied war im 17. und 18. Jahrhundert nur regional verbreitet. Erst im 19. Jahrhundert wurde es – offenbar wegen des Sehnsuchtsmotivs der ersten Strophe – wiederentdeckt und zählte seitdem zu den wichtigsten evangelischen Sterbe- und Ewigkeitsliedern. In unzähligen Liederbüchern für Kirche und Haus wurde es abgedruckt und dabei verändert, um es dem jeweiligen Sprachgebrauch und Empfinden anzunähern. Die meisten dieser Varianten sind in der heutigen offiziellen Fassung rückgängig gemacht.

### Originaltext und heutige Fassung
Das Lied ist im Evangelischen Kirchengesangbuch von 1950 unter der Rubrik Tod und Ewigkeit (Nr. 320) enthalten, im Evangelischen Gesangbuch von 1993 unter der Rubrik Ende des Kirchenjahres, dort bereits als ökumenisch gekennzeichnet. Die Kommission für das Gotteslob 2013 nahm es unter der Rubrik Die himmlische Stadt in den gemeinsamen Teil für alle Bistümer auf.

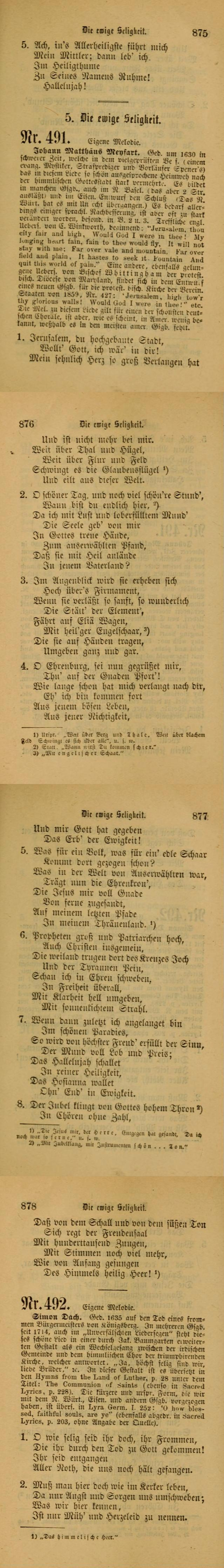
Jerusalem, du hochgebaute Stadt, in Deutsches Gesangbuch: eine Auswahl geistlicher Lieder aus allen Zeiten der christlichen Kirche für kirchlichen und häuslichen Gebrauch, Philadelphia 1893; Textversion und Kommentar von Philip Schaff

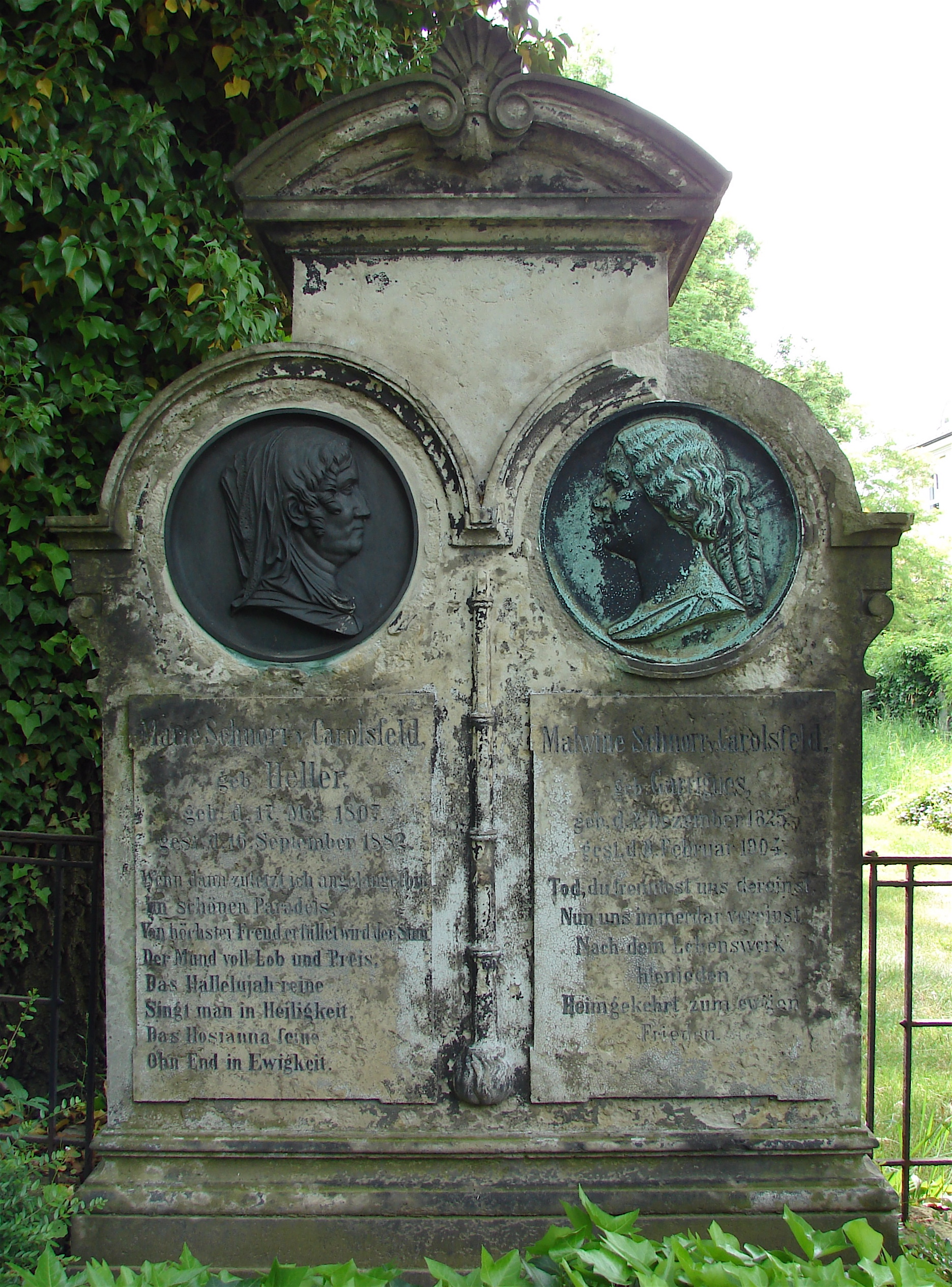
Strophe 6 als Grabinschrift (links) auf dem Alten Annenfriedhof in Dresden

| Originaltext 1626 | Evangelisches Gesangbuch und Gotteslob |
| 1. JErusalem du hochgebawte Stadt / Wolt Gott / wer Jch in dir! Mein sehnlich Hertz so groß Verlangen hat / Vnd ist nicht mehr bey mir! Weit über Berg vnd Thale / Weit über blache Feld / Schwingt es sich überale Vnd eylt aus dieser Welt. | 1. Jerusalem, du hochgebaute Stadt, wollt Gott, ich wär in dir! Mein sehnend Herz so groß Verlangen hat und ist nicht mehr bei mir. Weit über Berg und Tale, weit über Flur und Feld schwingt es sich über alle und eilt aus dieser Welt. |
| Also erseufftzen betrübte Christen / wenn sie den heutigen Zustandt / Elend vnd Jammer wo nicht ansehen doch erfahren. Sie wündschen: | |
| 2. O schöner Tag / vnd noch viel schönste Stund Wenn wirstu kommen schier! Da ich mit Lust / mit Freudenfreyen Mund Die Seele geb von mir: Jn Gottes trewe Hände Zum Außerwehlten Pfand / Daß Sie mit Heyl anlende Bey jenem Vaterland. | 2. O schöner Tag und noch viel schönre Stund, wann wirst du kommen schier, da ich mit Lust, mit freiem Freudenmund die Seele geb von mir in Gottes treue Hände zum auserwählten Pfand, daß sie mit Heil anlände in jenem Vaterland?       |
| Nun wolan / es wird zwar vnserer Seelen lang zu wohnen bey denen die den Frieden hassen: Jedoch wird der schöne Tag / vnd noch viel schönste Stundt dermahl eins anbrechen / vnd alsdann | |
| 3. Jm Augenblick wird Sie erheben sich Biß an das Firmament / Wann Sie verlest so sanfft / so wunderlich Die Stett der Element: Fährt auff Eliae Wagen Mit Engelischer Schaar / (Die Sie in Händen tragen) Vmbgeben gantz vnd gar. | |
| Mit was frölichem Gesicht / mit was heiligen Gedancken / muß doch die abgeholte Seel die Himmelstadt ansehen / wenn sie derselbigen sich nahet? Sie kan fürwar nicht schweigen / das Hertz schüttet sie aus / der Mund gehet über / Sie spricht: | |
| 4. O Ehrenburgk / nun sey gegrüsset Mir / Thue auff der Gnaden Port: Wie grosse Zeit hat mich verlangt nach dir / Ehe Jch bin kommen fort! Aus jenem bösen Leben / Aus jener Nichtigkeit / Vnd Mir Gott hat gegeben Das Erb der Ewigkeit. | 3. O Ehrenburg, nun sei gegrüßet mir, tu auf der Gnaden Pfort! Wie große Zeit hat mich verlangt nach dir, eh ich bin kommen fort aus jenem bösen Leben, aus jener Nichtigkeit und mir Gott hat gegeben das Erb der Ewigkeit.              |
| Wird aber auch bey demselbigen nicht verbleiben / sondern | |
| 5. Ein edles Volck / vnd ein sehr werthe Schaar Kömpt dann gezogen schon? Was in der Welt / von Außerwehlten war Sicht Sie die beste Kron: Die JEsus Jhr der HERRE Entgegen hat gesandt / Da sie noch war so ferre Jn jhrem Threnen-Land. | 4. Was für ein Volk, was für ein edle Schar kommt dort gezogen schon? Was in der Welt an Auserwählten war, seh ich: sie sind die Kron, die Jesus mir, der Herre, entgegen hat gesandt, da ich noch war so ferne in meinem Tränenland.     |
| 6. Propheten groß vnd Patriarchen hoch Auch Christen in Gemein / Die weyland dort trugen des Creutzes Joch Vnd der Tyrannen Pein Schawt Sie in Ehren schweben Jn Freyheit überall Mit Klarheit hell vmbgeben Mit Sonnenliechten Strahl. | 5. Propheten groß und Patriarchen hoch, auch Christen insgemein, alle, die einst trugen des Kreuzes Joch und der Tyrannen Pein, schau ich in Ehren schweben, in Freiheit überall, mit Klarheit hell umgeben, mit sonnenlichtem Strahl.    |
| 7. Wenn dann zuletzt Sie ist gelanget hin Jns schöne Paradeiß / Von höchster Frewd erfüllet wird der Sinn / Der Mund von Lob vnd Preiß: Das Halleluja reine Man spielt in Heiligkeit / Das Hosianna feine Ohn End in Ewigkeit. | 6. Wenn dann zuletzt ich angelanget bin im schönen Paradeis, von höchster Freud erfüllet wird der Sinn, der Mund von Lob und Preis. Das Halleluja reine man spielt in Heiligkeit, das Hosianna feine ohn End in Ewigkeit                  |
| 8. Mit JubelKlang! mit Jnstrumenten schon! Auff Choren ohne Zahl! Das von dem Schall / vnd von dem süssen Thon Sich regt der Frewden Saal! Mit hundert tausend Zungen / Mit Stimmen noch viel mehr! Wie von Anfang gesungen Das Himmelische Heer! | 7. mit Jubelklang, mit Instrumenten schön, in Chören ohne Zahl, daß von dem Schall und von dem süßen Ton sich regt der Freudensaal, mit hunderttausend Zungen, mit Stimmen noch viel mehr, wie von Anfang gesungen das große Himmelsheer. |
| Wer dahin begehret / und dermahl eins nur eine Noten mitsingen / oder doch der Thür hütten will in dem Hause unsers Gottes / der sage im Hertzen Amen. Hilff aber HErr Jesu Christe / daß viel diese ewige Frewde wol fassen / an jhren Todtbett jhrer eingedenck werden / und durch diese liebliche Betrachtung allhier ritterlich ringen / durch Todt vnd Leben zu dir tringen / Amen / O Jesu / Amen. | |

## Melodie und Bearbeitungen
Die Melodieⓘ „gilt für einen der schönsten deutschen Choräle“. Sie ist einzigartig durch ihren Beginn, den Dreiklangabstieg vom oberen bis zum unteren Grundton C. In dem dadurch eröffneten Spannungsraum, gleichsam zwischen Himmel und Erde, schwingen die weiteren Zeilen in lebhafter Bewegung aus. Auch die Melodie ist, wie der Text, in verschiedenen Fassungen überliefert.
Die Melodie erschien in einer Vorform und ohne Komponistenangabe erstmals im Erfurter Gesangbuch von 1663 im Druck. Als Urheber wird allgemein Melchior Franck angesehen. Allerdings gibt es für seine Autorschaft keinen sicheren Beleg. Auch Johann Dilliger, 1625–1632 Kantor am Gymnasium Casimirianum, könnte der Komponist sein.
Ernst Flügel, Wilhelm Rudnick, Georg Schumann, Max Reger, Sigfrid Karg-Elert, Karl Hoyer, Rudolf Mauersberger, Johann Nepomuk David und andere haben die Jerusalem-Melodie in eigenen Werken bearbeitet. Es fehlen jedoch Bearbeitungen aus der Barockzeit.

## Übersetzung
Catherine Winkworth übersetzte das Lied 1858 unter dem Titel Jerusalem, Thou City Fair and High ins Englische.